# Lotsane
Lotsane är ett vattendrag i Botswana. Det ligger i den östra delen av landet, 300 km nordost om huvudstaden Gaborone.
Omgivningarna runt Lotsane är i huvudsak ett öppet busklandskap. Runt Lotsane är det mycket glesbefolkat, med 2 invånare per kvadratkilometer.